# Thiersee
Thiersee är en kommun i distriktet Kufstein i förbundslandet Tyrolen i Österrike. Den består av sex orter (Ortschaften) (inom parentes invånarantal 1 januari 2024):

- Hinterthiersee (519)
- Landl (497)
- Vorderthiersee (1 369)
- Schmiedtal (199)
- Mitterland (598)
- Almen (0)